# Плёнка (фильм)
«Плёнка» (англ. Tape) — американский фильм 2001 года режиссёра Ричарда Линклейтера. Сценарий написан Стефеном Белбером и основан на его одноимённой пьесе.

## Сюжет
Действие фильма происходит в номере отеля. Продавец наркотиков и пожарный Винс снимает номер, чтобы встретиться со своим школьным другом, приехавшим на кинофестиваль. Его друг, режиссёр Джон Салтер, приезжает к Винсу в отель. Они вспоминают школьные годы, и поначалу все идёт хорошо. Когда речь заходит о бывшей девушке Винса Эми, в разговоре нарастает напряжённость. Пока Винс и Эми встречались, у них не было секса, но сразу же после того как они расстались, Эми переспала с Джоном.
Винс считает, что Джон изнасиловал Эми. Когда ему удаётся добиться устного признания Джона, он достаёт спрятанный диктофон и говорит, что записал их разговор. Он также говорит Джону, что пригласил Эми и что она должна сейчас подъехать. Эми приезжает, и через какое-то время они начинают обсуждать то, что произошло десять лет назад.
Джон просит у Эми прощение за произошедшее тогда, но вместо этого она утверждает, что секс был взаимным. Джон, считая, что Эми что-то путает, продолжает настаивать на том, чтобы она простила его. Эми звонит по телефону и просит приехать полицию, чтобы арестовать Винса за наркотики, а Джона за изнасилование. Затем она предупреждает их о том, что у них есть всего лишь несколько минут до приезда полиции.
Чтобы доказать, что он действительно раскаивается, Джон решает дождаться полиции. Винс сливает наркотики в унитаз и уничтожает кассету с записью разговора с Джоном. После этого Эми говорит, что никому не звонила, и уходит.

## В ролях
- Итан Хоук — Винс
- Роберт Шон Леонард — Джон Салтер
- Ума Турман — Эми

## Критика
Фильм получил в целом положительные оценки кинокритиков. На сайте Rotten Tomatoes фильм имеет рейтинг 78 % на основе 98 рецензий критиков со средней оценкой 6,7 из 10. На сайте Metacritic фильм получил оценку 71 из 100 на основе 26 рецензий, что соответствует статусу «в основном положительные отзывы».
Роджер Эберт дал фильму оценку 3,5 из 4, отметив, что фильм заставил его поверить в то, что эти события могли действительно произойти с людьми примерно в том виде, в котором они запечетлены в фильме, и это его главное достижение.